# Ronald Stratford Scrivener
Ronald Stratford Scrivener CMG (* 29. Dezember 1919 in London; † 4. März 2001) war ein britischer Diplomat.
Scrivener war der Sohn von Patrick Stratford Scrivener, der unter anderem 1953 erster Botschafter in der Schweiz war. Von 1947 bis 1952 war er mit Elizabeth Drake-Brockman verheiratet. Am 14. Mai 1962 heiratete er Mary Alice Olga Sofia Jane Lane (* 4. Januar 1919 in London; † 20. September 2014). Am 12. Juni 1965 wurde er als Companion in den Order of St. Michael and St. George aufgenommen.
Von 1969 bis 1971 war er Botschafter in Panama und von 1971 bis 1974 Botschafter in Prag. Drei Jahre lang, von 1974 bis 1977, leitete er die Öffentlichkeitsarbeit des Foreign and Commonwealth Office.

## Veröffentlichungen
- USSR Economic Handbook,  London: Euromonitor Publications, 1986.